# Šentrupert, Beljak
Šentrupert (nemško St. Ruprecht) je naselje Statutarnega mesta Beljak na Koroškem v Avstriji.